# 共演婚
共演婚（きょうえんこん）とは出演作品で共演した二人が結婚をすること。

## 概要
狭義では出演作品において恋人役又は夫婦役で共演した二人が結婚することを指す。広義では出演作品において恋人役又は夫婦役に限らずに共演した二人が結婚することを指す。
役者は共演者同士で台本読みやリハーサルなど本番に向けて役作りや意見交換をして作り上げていくが、特に恋愛ものの作品の場合は期間中は相手役同士はほぼ疑似恋愛状態になる。
出演作品において恋人役又は夫婦役で共演した二人が結婚する共演婚の場合は「もしこの2人が本当につき合っていたら……」という妄想を実現する形の結婚であることから作品のファンだった人々を中心に多くの人々から祝福されることが多い。
共演婚の夫婦がCMに出演することもあるが、不倫スキャンダル等が起こらないと見込まれるおしどり夫婦であることが好まれる。

## 共演婚とされる主な例
| 結婚年月   | 夫       | 妻         | 共演作品                                                     | 出典       |
| ---------- | -------- | ---------- | ------------------------------------------------------------ | ---------- |
| 1980年11月 | 三浦友和 | 山口百恵   | 映画『伊豆の踊子』など                                       | [ 4 ]      |
| 1987年8月  | 長渕剛   | 志穂美悦子 | テレビドラマ『親子ゲーム』                                   | [ 要出典 ] |
| 1987年10月 | 渡辺徹   | 榊原郁恵   | テレビドラマ『風のなかのあいつ』など                         | [ 4 ]      |
| 1993年12月 | 緒形直人 | 仙道敦子   | テレビドラマ『西郷札』                                       | [ 要出典 ] |
| 2001年2月  | 反町隆史 | 松嶋菜々子 | テレビドラマ『GTO』                                          | [ 1 ]      |
| 2012年3月  | 小栗旬   | 山田優     | テレビドラマ『貧乏男子 ボンビーメン』                        | [ 1 ]      |
| 2018年7月  | 三浦翔平 | 桐谷美玲   | テレビドラマ『好きな人がいること』                           | [ 1 ]      |
| 2020年6月  | 生田斗真 | 清野菜名   | テレビドラマ『ウロボロス〜この愛こそ、正義。』               | [ 5 ]      |
| 2020年8月  | 瀬戸康史 | 山本美月   | テレビドラマ『パーフェクトワールド』                         | [ 5 ]      |
| 2020年12月 | 松坂桃李 | 戸田恵梨香 | テレビドラマ『エイプリルフールズ』                           | [ 5 ]      |
| 2021年     | 星野源   | 新垣結衣   | テレビドラマ『逃げるは恥だが役に立つ』                       | [ 5 ]      |
| 2021年     | 林遣都   | 大島優子   | 連続テレビ小説『スカーレット』                               | [ 5 ]      |
| 2021年     | 菅田将暉 | 小松菜奈   | 映画『ディストラクション・ベイビーズ』『溺れるナイフ』『糸』 | [ 5 ]      |